# Quang Tiến, thành phố Hòa Bình
Quang Tiến là một xã thuộc thành phố Hòa Bình, tỉnh Hòa Bình, Việt Nam.
Tên của xã được ghép từ tên của hai xã cũ là Yên Quang và Phúc Tiến.

## Địa lý
Xã Quang Tiến nằm ở phía bắc thành phố Hòa Bình, có vị trí địa lý:
- Phía đông giáp thành phố Hà Nội và xã Mông Hóa
- Phía tây giáp xã Hợp Thành và xã Thịnh Minh
- Phía nam giáp xã Mông Hóa
- Phía bắc giáp thành phố Hà Nội.

Xã Quang Tiến có diện tích 40,29 km², dân số năm 2018 là 6.230 người, mật độ dân số đạt 155 người/km².

## Lịch sử
Địa bàn xã Quang Tiến hiện nay trước đây vốn là hai xã Yên Quang và Phúc Tiến thuộc huyện Kỳ Sơn cũ.
Xã Phúc Tiến được thành lập vào ngày 22 tháng 1 năm 1957 trên cơ sở tách một phần diện tích và dân số của xã Mông Hóa.
Xã Yên Quang vốn thuộc huyện Lương Sơn, được chuyển về huyện Kỳ Sơn vào tháng 10 năm 1948. Ngày 10 tháng 11 năm 1956, Ủy ban kháng chiến hành chính Liên khu 3 ban hành quyết định chia xã Yên Quang thành 3 xã: Yên Bình, Yên Quang và Yên Trung (các xã Yên Bình và Yên Trung hiện nay thuộc huyện Thạch Thất, thành phố Hà Nội).
Ngày 27 tháng 2 năm 1961, xã Yên Quang được chuyển trở lại huyện Lương Sơn. Đến ngày 14 tháng 7 năm 2009, xã Yên Quang lại được chuyển về huyện Kỳ Sơn.
Đến năm 2018, xã Phúc Tiến có diện tích 17,89 km², dân số là 1.900 người, mật độ dân số đạt 106 người/km²; xã Yên Quang có diện tích 22,40 km², dân số là 4.330 người, mật độ dân số đạt 193 người/km².
Ngày 17 tháng 12 năm 2019, Ủy ban Thường vụ Quốc hội ban hành Nghị quyết số 830/NQ-UBTVQH14 về việc sắp xếp các đơn vị hành chính cấp huyện, cấp xã thuộc tỉnh Hòa Bình (nghị quyết có hiệu lực từ ngày 1 tháng 1 năm 2020). Theo đó:
- Sáp nhập toàn bộ diện tích và dân số của huyện Kỳ Sơn vào thành phố Hòa Bình
- Sáp nhập toàn bộ diện tích và dân số của xã Yên Quang và xã Phúc Tiến thành xã Quang Tiến.